# Cầu Thị Nại
Cầu Thị Nại hay Cầu Nhơn Hội nằm trong hệ thống cầu đường Nhơn Hội dài gần 7 km nối thành phố Quy Nhơn với bán đảo Phương Mai (khu kinh tế Nhơn Hội), gồm cầu chính vượt đầm Thị Nại, 5 cầu nhỏ qua sông Hà Thanh và đường dẫn 2 đầu cầu.
Công trình xây dựng cầu Thị Nại được khởi công vào ngày 3 tháng 11 năm 2002 và hoàn thành vào ngày 12 tháng 12 năm 2006.
Phần chính của cầu dài 2.477,3 mét, rộng 14,5 mét. Cầu gồm 54 nhịp có khẩu độ mỗi nhịp là 120 mét. Tính cả phần hệ thống đường dẫn, cầu dài 6960 m với 5 cầu ngắn. Cầu chịu xe trọng tải 30 tấn và xe bánh xích trọng tải 80 tấn.
Cầu ứng dụng công nghệ thi công hiện đại, dùng cọc khoan nhồi có đường kính từ 1,2-1,5 m, dầm hộp bê tông liên tục, dầm Super T ứng suất trước. 5 nhịp chính thi công theo phương pháp đúc hẫng cân bằng đối xứng, bê tông dầm hộp có cáp dự ứng lực trong và ngoài, còn 49 nhịp dẫn sử dụng dầm Super T ứng suất trước.